# HD 18543
HD 18543，又名BD-03 470，SAO 130215、HR 892，是一颗恒星，视星等为5.23，位于銀經179.79，銀緯-51.03，其B1900.0坐标为赤經2h 53m 39.7s，赤緯-3° -51.03′ 53″。